# ホーム・パーク
ホーム・パーク (Home Park) は、イングランド, デヴォン州プリマスにあるスタジアム。プリマス・アーガイルFCのホームスタジアムとなっている。収容人数は19,500人。

## 入場者数

### 平均入場者数
- 2007-2008: 13,000 (チャンピオンシップ)
- 2006-2007: 13,012 (チャンピオンシップ)
- 2005-2006: 13,776 (チャンピオンシップ)
- 2004-2005: 16,420 (チャンピオンシップ)

### 最多入場者数
- 43,596 (旧ディビジョン2) プリマス v アストン・ヴィラ, 1936.10.10
- 16,502 (チャンピオンシップ) プリマス v QPR, 2007.12.26 (全面座席改修後)